# Там, де живе любов
Там, де живе любов (рос. Там, где живет любов) — українсько-російська мелодрама режисера Володимира Шевелькова, створена у 2006 році.

## Сюжет
Сергій (Євген Тітов) — молодий бізнесмен, який переїхав до міста із села, і який намагається забути про те, що було у його минулому житті. Одного разу він дізнається, що його колишня кохана Інна померла.
Він приїжджає у село та дізнається, що Інна померла під час пологів і залишила йому дочку. Тепер дитину виховує сестра Інни Марина (Карина Разумовська), яка, як виявляється, теж таємно була закохана у Сергія...

## У ролях
| Актор               | Роль                                          |
| ------------------- | --------------------------------------------- |
| Карина Разумовська  | Марина Комарова                               |
| Євген Тітов         | Сергій Гаврилов                               |
| Наталя Данилова     | Наталія Григорівна, мати Марини Комарової     |
| Віктор Костецький   | Сергій Петрович Комаров, батько Інни і Марини |
| Владислава Назарова | Єва, дружина Сергія                           |
| Сергій Русскін      | Аркадій Олегович, батько Єви                  |
| Олена Симонова      | Зоя, мати Єви                                 |
| Пилип Барон         | Ігор                                          |
| Петро Квасов        | Андрій                                        |
| Світлана Кірєєва    | баба Клава                                    |
| Анастасія Власенко  | Машенька                                      |
| Єлизавета Кутузова  | Машенька                                      |
| Поліна Мицик        | Машенька                                      |
| Лілія Гурова        | старенька                                     |
| Катерина Дронова    | епізод                                        |
| Петро Крилов        | епізод                                        |
| Любов Тищенко       | епізод                                        |
| Наталія Швецова     | епізод                                        |